# Masters of Sex
Masters of Sex är en amerikansk dramaserie för TV som hade premiär i USA den 29 september 2013 på TV-nätverket Showtime. Serien blev snabbt kritikerrosad med en Golden Globe-nominering för Bästa dramaserie år 2013.
Serien handlar om två forskare, William Masters, spelad av Michael Sheen, och Virginia Johnson, spelad av Lizzy Caplan, som gör en studie om sex i USA på 1950- och 1960-talen. I november 2016 avbröts serien av Showtime, efter fyra säsonger.

## Rollista i urval

### Huvudroller
- Michael Sheen – Dr. William Masters
- Lizzy Caplan – Virginia Johnson
- Caitlin Fitzgerald – Libby Masters
- Teddy Sears – Dr. Austin Langham
- Nicholas D'Agosto – Dr. Ethan Haas
- Annaleigh Ashford – Betty Dimello

### Återkommande roller
- Beau Bridges – Barton Scully
- Allison Janney – Margaret Scully
- Rose McIver – Vivian Scully
- Heléne Yorke – Jane Martin
- Kevin Christy – Lester Linden
- Julianne Nicholson – Dr. Lillian DePaul
- Ann Dowd – Estabrooks 'Essie' Masters
- Mather Zickel – George Johnson
- Cole Sand (säsong 1–2) och Noah Robbins (säsong 3) – Henry Johnson
- Kayla Madison (säsong 1–2) och Isabelle Fuhrman (säsong 3) – Tessa Johnson
- Greg Grunberg – Gene Moretti
- Finn Wittrock – Dale
- Betsy Brandt – Barbara Sanderson
- Christian Borle – Francis 'Frank' Masters, Jr.
- Keke Palmer – Coral
- Jocko Sims – Robert Franklin
- Sarah Silverman – Helen
- Courtney B. Vance – Dr. Charles Hendricks
- Danny Huston – Dr. Douglas Greathouse
- Artemis Pebdani – Flo Packery
- Adam Arkin – Shep Tally
- Josh Charles – Dan Logan
- Emily Kinney – Nora Everett
- Ben Koldyke – Paul Edley
- Colin Woodell – Ronald Sturgis